# Política y gobierno de Santa Lucía
Santa Lucía es un país soberano e independiente conformado como una monarquía constitucional, manteniendo al rey Carlos III del Reino Unido como su Jefe de Estado, quien a su vez designa un Gobernador General para desempeñar las labores que le corresponderían al monarca, las cuales suelen ser meramente simbólicas. Desde el 11 de noviembre de 2021 el Gobernador General de la isla es Cyril Charles. El jefe del Gobierno es el Primer Ministro, quien es el presidente del partido que más votos obtiene en las elecciones legislativas. Desde el 7 de junio de 2016 el Primer Ministro de Santa Lucía es Allen Michael Chastanet Presidente del Partido Unido de los Trabajadores de Santa Lucía. El parlamento es bicameral y consiste en una cámara baja con 17 integrantes electos para un período de 5 años y un Senado de 11 integrantes, todos seleccionados por el Gobernador General de acuerdo a la propuesta de los partidos más populares y de la sociedad civil. El poder judicial es encabezado por la Suprema Corte del Caribe Oriental, cuya jurisdicción se extiende no sólo a Santa Lucía sino a Anguila, Antigua y Barbuda, las Islas Vírgenes Británicas, Dominica, Granada, Montserrat, San Cristóbal y Nieves y San Vicente y las Granadinas.

## Partidos políticos
Los principales partidos políticos son el Partido Laborista de Santa Lucía y el Partido Unido de los Trabajadores. 
El Partido Laborista de Santa Lucía (en inglés: Saint Lucia Labor Party, SLP) fue el ganador de las primeras elecciones que se celebraron en la isla tras conseguir su independencia del Reino Unido en julio de 1979. En esa ocasión consiguió 12 de los 17 asientos en el Parlamento. A principios de la década de los ochenta la isla atravesó por una crisis importante y tanto el sector privado como los sindicatos obligaron al gobierno de los laboristas a renunciar en 1982. El SLP no tomaría la primera magistratura hasta 1997 pero lo haría de manera abrumadora, consiguiendo 16 de los 17 escaños. En las últimas elecciones registradas en la isla (3 de diciembre de 2001) los laboristas consiguieron 14 de los 17 escaños parlamentarios. 
El Partido Unido de los Trabajadores (en inglés: United Workers Party, UWP) ha sido el partido que más tiempo se ha mantenido en el poder (16 años). Tras la renuncia del gobierno laborista en 1982 aseguró 14 de los 17 escaños en el Parlamento y designó como Primer Ministro a John Compton, quien había sido Premier de la isla durante el dominio británico. El 16 de abril de 1987 se volvieron a convocar las elecciones y el UWP volvió a ganarlas pero ocupando sólo 7 de los 17 escaños, por lo cual el Primer Ministro suspendió el Parlamento y volvió a convocar elecciones para el 30 de abril obteniendo casi el mismo resultado (9 de 17 escaños). En abril de 1992 el Partido Unido de los Trabajadores ligó su tercera victoria consecutiva, esta vez aumentando su presencia en el Parlamento a 11 escaños. Compton renunciaría en 1996 para dar paso a su sucesor, Vaughan Lewis, quien perdería las elecciones al año siguiente frente al nuevo líder de los laboristas, Kenneth Anthony, un exoficial de la Caricom. En las elecciones de 2001 la lideresa del partido, Morella Joseph, ni siquiera pudo ser electa al Parlamento; Arsene James fue elegido líder de la bancada.
Entre los demás partidos de Santa Lucía figuran Alianza Nacional (en inglés: National Alliance, NA), ganador del 3,5% de los votos en la elección de 2001; el partido Sou Tout Apwe Fete Fini, STAFF y el Partido Libertad de Santa Lucía (en inglés: Saint Lucia Freedom Party, SFP).